# SNX17
SNX17‏ (Sorting nexin 17) هوَ بروتين يُشَفر بواسطة جين SNX17 في الإنسان.